# 具體範疇
在數學裡，具體範疇一般被認為是這樣的一種範疇，其物件為結構性的集合，態射為結構保持的函數，而態射複合則為函數複合。其形式定義並不和此直觀完全吻合。
集合與函數的範疇Set 當然為一具體範疇，因為每個集合都可以被認為戴有一個「當然結構」。更重要的例子還包括了拓樸空間和連續函數的範疇Top與群和同態的範疇Grp。

## 定義
一個具體範疇為一對(C,U)，會使得
- C為一範疇，且
- U為一忠實函子C → Set。

U被認為是一種遺忘函子，它將C中的每個物件指定到其「源集合」中，且將C中的每個態射指定至其「源函數」裡。
一個範疇C是「可具體」的若存在一個具體範疇(C,U)，亦即存在一忠實函子U : C → Set。

## 註記
1.必須強調的是，和直觀相對地，具體化並不是一個範疇是否需滿足的性質，而是要看一個範疇是否戴有結構。特別地是，一個範疇C可能允許數個映射至Set的忠實函子。因此，同一個範疇C，可能會有數個具體範疇(C,U)。
但實際上對遺忘函子的選定通常是清楚的，且在此情形之下，可簡單說「具體範疇C」。例如，「具體範疇Set」會是指對(Set,I)，其中的I為單位函子Set → Set。
2.對U必須是忠實的要求意指要其將相同物件的不同態射映射至不同的函數上。不過，U可能將不同物件映射至同一個集合上，且若此為真，它也會將不同的態射映射至同一個函數上。
例如，若S和T是兩個在同一集合X上的不同拓樸，則(X,S)和(X,T)會是在Top上的不同物件，且其遺忘函子Top → Set映射至同一個集合，即X上。更甚之，單位態射(X,S)→(X,S)和單位態射(X,T)→(X,T)被認為是Top中的不同態射，但會有相同的源函數，即X中的單位函數。
類似地，任一有四個元素的集合可以給定兩個非同構的群結構：一個同構於{\displaystyle \mathbb {Z} /2\mathbb {Z} \times \mathbb {Z} /2\mathbb {Z} }；另一個則同構於{\displaystyle \mathbb {Z} /4\mathbb {Z} }。

## 更多的例子
1.任一個群G可能被視為一個有單一個物件，對每個群內的元素都有一對應的態射的「抽象」範疇。依據條目頂端所描述的直觀概念，這並不被認為是具體的。但每個忠實G-集合（等價地說，每個將G做為群置換的表示）都會決定一個忠實函子G → Set。當每個群都可以忠實地作用在其本身時，G至少有一種方法可以做為一具體範疇。
2.相似地，任一偏序集合P可能被視為一抽象範疇，其帶有一個唯一的態射x → y，若x ≤  y時。可定義一函子D : P → Set，將每個物件x映射至{\displaystyle D(x)=\{a\in P:a\leq x\}}且每個態射x → y映射至包括映射{\displaystyle D(x)\hookrightarrow D(y)}中，以此來做為一具體範疇。
3.物件為集合且態射為關係的範疇Rel第一眼看起來會是可具體的。然而，其會等價於一個物件為完全格且態射為上確界保持映射的範疇Sup。後者是具體的，所以可將Rel置於Rel → Sup → Set中。若這樣做的話，則Rel的物件（即集合）的「源集合」不會是它本身，而是它的冪集。在此意思之下，關係{\displaystyle R\subseteq X\times Y}的「源函數」即為函數{\displaystyle \rho :2^{X}\rightarrow 2^{Y}}，其定義為{\displaystyle \rho (A)=\{y\in Y:\exists x\in A((x,y)\in R)\}}。
4.基於技術上的理由，巴拿赫空間和線性縮約的範疇Ban1通常不是帶有「明顯」的遺忘函子，而是將巴拿赫空間映射至其（封閉）單位球的函子U1 : Ban1 → Set。
5.若C為任一小範疇，則存在一忠實函子P : SetCop → Set，將預層X映射至乘積{\displaystyle \prod _{c\in \mathrm {ob} C}X(c)}上。將此和米田內嵌Y:C → SetCop複合，可得出一忠實函子C → Set。

## 反例
其物件為拓樸空間且態射為同倫類的範疇hTop為不可能具體化的範疇的一個例子。其中的物件為集合（和附加的結構），態射則不是集合間的真實函數，函數的類。不存在「任何」從hTop映射至Set的忠實函子的此一事實是由彼德·福瑞首先證出。

## 具體範疇的內含結構
給定一具體範疇(C,U)和任意集合N。令UN為一函子C → Set，定義為UN(c) =(U(c))N，則UN的子函子被稱為「N元謂詞」且自然變換UN → U為一「N元運算」。

## 相對具體
有可能將範疇Set替代成任意個範疇X（有時稱之為「基範疇」），在具體範疇的定義之下。在此情形下，稱(C,U)為「在X上的具體範疇」。
有時可以將一個N類理論的模型做為一個在SetN上的具體範疇。